# شورش ژاکری
شورش ژاکری که تنها ژاکری (به فرانسوی: Jacquerie) نیز خوانده می‌شود شورشی از جانب دهقانان فرانسوی بر ضد شارل، ولیعهد و نایب‌السلطنه فرانسه و طبقه اشراف در سال ۱۳۵۸ میلادی بود.
عنوان این شورش برخواسته از عادت اشراف در به کار بردن عنوان تحقیرآمیز «ژاک» به معنای بالشتکی که رعایا به عنوان زره در جنگ به تن می‌کردند، برای دهقانان است.

## پیش‌زمینه

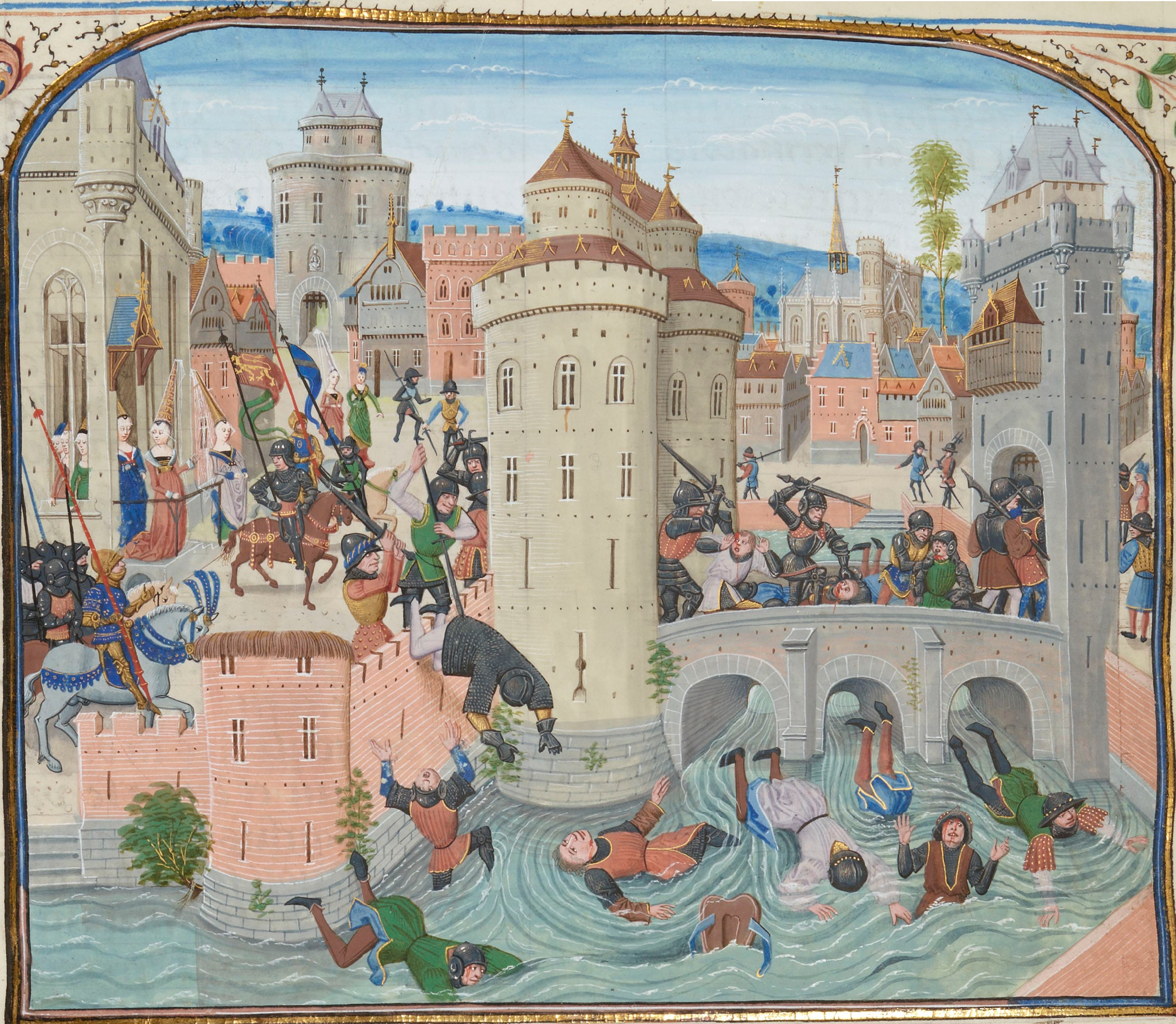
شکست ژاکری‌ها در ۹ ژوئن ۱۳۵۸

ماه سپتامبر سال ۱۳۵۶ میلادی و در جریان جنگ صدساله، فرانسوی‌ها که با خزانه خالی به دشواری سپاهی برای مقابله با مهاجمان گردآورده بودند، در نبرد پواتیه با وجود برتری عددی، با بی‌تدبیری برخی فرماندهان از جمله شخص پادشاه، شکست سختی از نیروهای انگلیسی به رهبری ادوارد، شاهزاده سیاه خوردند و علاوه بر کشته شدن صدها شوالیه، ژان دوم، پادشاه آن‌ها به همراه عده کثیر دیگری به اسارت دشمن درآمد.
پیامد این نبرد، عمیق‌تر و گسترده‌تر شدن بی‌اعتمادی نسبت به نجیب‌زادگان و طبقه حاکم بر فرانسه بود که پس از تحمل شکست‌های بزدلانه در کرسی و پوآتیه آبروی خود را باخته بودند. این نبرد با از میان بردن سلطه مؤثر حکومت، آغازگر چپاول اراضی پادشاهی فرانسه توسط مزدوران رها شده انگلیسی و عده دیگری از جنگ‌سالاران و شوالیه‌های محلی و خارجی شد که با ایجاد ناامنی و وارد آوردن خسارات گسترده مالی، عرصه را بر شارل، فرزند و نایب‌السلطنه ژان دوم تنگ ساخته بودند. شارل که در ابتدا با رد درخواست‌ها، برای فراهم آوردن امکان مالی برای خود جهت مقابله با این یاغی‌گری‌ها، دفع خطر دشمنان خارجی و آزادسازی پدر خود، دست به افزایش مالیات‌ها و کاهش ارزش سکه‌ها زده بود در نهایت با به اوج رسیدن نارضایتی‌ها، با اکراه و تحت فشار، برای به دست آوردن پشتیبانی آن‌ها تن به برخی اصلاحات پیشنهادی از طرف طبقه سرمایه‌داران غیر اشرافی داد که موجب تشکیل یک شورای نظارتی و محدودتر شدن دامنه اختیارات حاکمیت می‌شد.
به هر صورت، گذر زمان ثابت کرد این اصلاحات و عملکرد شورا موثرتر از شرایط پیشین نیست. از این رو شارل با جمع‌آوری عده ای جنگجو به دور خود، با ایراد یک سخنرانی در پاریس، اعلام کرد شورا را منحل و خود به تنهایی اوضاع را اداره خواهد کرد.

## شورش
با اعلام این تصمیم از جانب شارل و به بهانه دار زدن قاتلی که در کلیسایی بست نشسته بود، اِتیِن مارسل، یکی از رهبران سرمایه‌داری با توسل به زور برای مجبور ساختن شارل، به همراه جمعی از تاجران و صنعت‌گران مسلح به کاخ سلطنتی یورش برده و با ورود به آن عده‌ای را به قتل رساندند. در جریان این تهاجم به شارل آسیبی نرسید ولی دو تن از فرماندهان ارشد نظامی در مقابل چشمان او کشته شده و اجسادشان به بیرون کشانده شد. مارسل با ایراد سخنرانی دیگری مدعی شد این عمل به جهت صلاح پادشاهی و از میان بردن شوالیه‌های شرور و خیانتکار می‌بایست انجام می‌شد. پس از خلق چنین صحنه‌هایی، از شارل بهت‌زده خواسته شد اصلاحات را تأیید و تمامی عوامل شورش را مورد عفو قرار دهد.
استفاده از خشونت علیه دستگاه حاکمیت و قتل فرماندهان نظامی موجب از دست رفتن باقیمانده حامیان اصلاحات در میان اشراف گردید. چرا که آن‌ها منافع خود را گره خورده به سلطنت می‌دیدند. شارل بدون پذیرش شرایط با خارج ساختن خود و خانواده اش از پاریس، در عملی که موجب شعله‌ور شدن شورش رعایا گردید، به حاکمان محلی دستور داد استحکامات خود را در مقابل شورشی‌ها تأمین و پاریس را محاصره نمایند. به منظور عمل به این فرمان، حاکمان اقدام به تصاحب اموال رعایا نمودند که باعث شوریدن آن‌ها شد. این شورش برنامه‌ریزی شده نبود اما نفرتی که در دل رعایا از اشرافی که دلیل زندگی نکبت‌بار آن‌ها و نابودی سرزمین فرانسه تلقی می‌شدند، وجود داشت، موجب طغیان آن‌ها گردید.
دهقانان شورشی سازماندهی شده تحت فرماندهی گیوم کاله از مناطق شامپانی، پیکاردی و ایل-دو-فرانس به شورشیان پاریسی به فرماندهی مارسل پیوستند. این الحاق موجب اتحاد و اقدام مشترک رعایا و سرمایه‌داران غیر اشرافی علیه اشراف گردید. شورشی‌ها تأکید داشتند که قیام بر زد اشراف صورت گرفته و ضدیتی با سلطنت ندارد. دهقانان شورشی بسیاری از قلعه‌ها و اراضی اشراف را تخریب و ساکنان را قتل‌عام کردند. گزارش‌هایی از تجاوز مکرر به زنان و دختران اشراف نقل شده‌است. در برخی نقاط که نفرت مشابهی از عوامل دینی وجود داشت، کلیساها و دِیرها نیز مورد هجوم قرار گرفتند.

## سرکوب
شورشی‌ها که با پیوستن دسته‌های دیگر شمارشان به ۹ هزار نفر رسیده بود، به سمت مو، اقامت‌گاه خانواده سلطنتی، در ۴۰ کیلومتری شرق پاریس حرکت کردند و روز ۹ ژوئن به آن رسیدند. همسر، خواهر و دختر خردسال ولیعهد و حدود ۳۰۰ بانوی نجیب‌زاده دیگر با فرزندانشان تحت حفاظت گروه کوچکی از شوالیه‌ها در قلعه مو بودند. احتمالا به جهت ترس، شهروندان دروازه‌های شهر را بر شورشی‌ها گشودند و از آن‌ها پذیرایی کردند. در این هنگام ژان دو گرایی و گستون فبوس، کنت فوآ که در حال مراجعت از یک جنگ صلیبی در پروس بودند، از شرایط مو مطلع گشتند. این دو در جنگ انگلستان و فرانسه در جانب مخالف یکدیگر بودند اما در این موقعیت خطری که متوجه نجیب‌زادگان بود سبب شد با ۱۲۰ شوالیه همراه، همان روز ۹ ژوئن خود به محل برسانند. ژان دو گرایی و گستون فبوس با ۲۵ شوالیه زره‌پوش بر روی پلی که قلعه را به بیرون متصل می‌کرد مستقر شدند. شورشی‌ها اقدام به حمله به این شوالیه‌ها کردند. در محدوده باریک روی پل برتری عددی شورشی‌ها بی‌تاثیر بود. تعدادی زیادی از آن‌ها کشته شدند و به درون رودخانه سقوط کردند تا مابقی عقب بنشینند. با وجود مقداری درگیری شدید تن‌به‌تن، رعایای شورشی پایمال شوالیه‌ها شدند و وحشت‌زده قصد فرار کردند که متعاقبا به «سلاخی» آن‌ها توسط شوالیه‌های سوار انجامید. بقایای متواریان نیز تعقیب و در حوالی شهر به قتل رسیدند. به گزارش وقایع‌نگاران هزاران نفر در این میان کشتار شدند درحالی‌که جز اندکی از شوالیه‌های از دست نرفتند. در ادامه خشم شوالیه‌ها در انتقام متوجه اهالی مو شد که منجر به تاراج و تخریب دو هفته‌ای آن گشت. بسیاری از شهروندان قتل عام و شهردار به دار آویخته شد.